# Cosmicismo

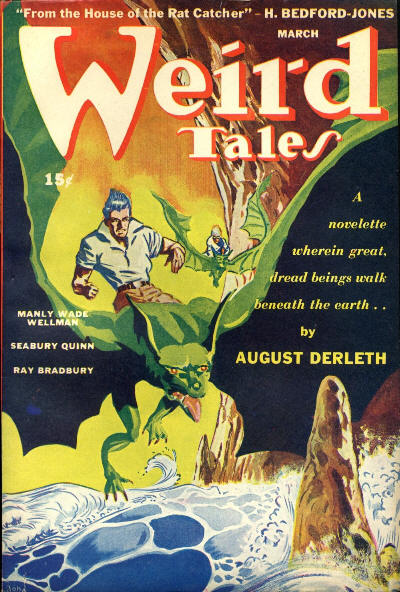
Relatos de horror cósmico eran muy comunes en la revista Weird Tales.

El cosmicismo es una filosofía literaria desarrollada por el escritor estadounidense H. P. Lovecraft en su weird fiction. Lovecraft fue un escritor de relatos de terror de filosofía intensa que involucran prácticas ocultistas, como posesiones astrales y mestizaje alienígena, y otros temas de su ficción literaria que con el tiempo contribuyeron al desarrollo de su filosofía.

## Principios
Sostiene que no hay una presencia divina perceptible, como un dios, en el universo, y los humanos somos particularmente insignificantes en el gran mapa de la existencia intergaláctica, y quizás, somos solo una especie pequeña proyectando sus propias idolatrías mentales en el vasto cosmos, siempre susceptible a ser eliminada de la existencia en cualquier momento. Esto también sugiere que los humanos son seres con la misma importancia que los insectos y las plantas en relación con una lucha mucho más fuerte entre fuerzas más poderosas que, debido a la ceguera y nimiedad de la naturaleza humana, no logran reconocer.
Tal vez el tema más prominente en el cosmicismo sea la completa insignificancia de la humanidad. Lovecraft creía que:

La humanidad desaparecerá. Otras especies aparecerán y desaparecerán una tras otra. El cielo se volverá gélido y vacío, penetrado por la enfermiza luz de las estrellas moribundas. Que también desaparecerán. Todo desaparecerá. Y lo que hacen los seres humanos es tan falto de sentido como el libre movimiento de las partículas elementales. ¿Bien, mal, moralidad, sentimientos? Pura ficción victoriana. Solo existe el egotismo.

El cosmicismo comparte muchas características con el nihilismo, aunque una importante diferencia es que el cosmicismo tienda a enfatizar la inconsecuencia entre la humanidad y sus acciones, más que negar de plano la posible existencia de un(os) propósito(s) superior(es). Por ejemplo, en los relatos de Cthulhu de Lovecraft, no es tanto la ausencia de significado lo que causa terror a los protagonistas, sino el descubrir que no tienen absolutamente ningún poder para realizar algún cambio en el vasto, indiferente e incomprensible universo que los rodea. En los relatos lovecraftianos, si las acciones de los seres cósmicos puedan tener o no un significado o propósito es completamente inaccesible para los personajes humanos, del mismo modo que una ameba es completamente incapaz de entender los conceptos que mueven el comportamiento humano.
La filosofía de Lovecraft fue el resultado de su completo desdén por todo lo religioso, su sentimiento de abandono de la existencia humana frente a lo que él llamó "espacios infinitos" sincerados por el pensamiento científico, y su creencia de que la humanidad esencialmente está a la merced de la vastedad y el vacío del cosmos. En sus obras de ficción, estas ideas a menudo son analizadas humorísticamente (Herbert West: reanimador, 1922), a través de fantásticas narrativas oníricas (La búsqueda en sueños de la ignota Kadath, 1927) o a través de sus populares Mitos de Cthulhu (La llamada de Cthulhu de 1928 y otros). Temas comunes relacionados al cosmicismo en la ficción lovecraftiana es la insignificancia de la humanidad en el universo y el miedo, y a la vez atracción, al conocimiento oculto, pues su búsqueda revela lo siniestro y desencadena la fatalidad.

## Literatura
Aunque muy vinculado a la ciencia ficción, el género onírico y la fantasía pura, en rigor los Mitos de Cthulhu pertenecen a la tradición del cuento de terror anglosajón. A principios del siglo XX este sufre un cambio de su tradicional terror gótico sobre fantasmas y castillos encantados sobre horrores etéreos, para ofrecer un horror más palpable, en el que el horror se hace carne y se materializa en criaturas monstruosas y entes alienígenas que acechan nuestro mundo, provenientes de las estrellas o de oscuros rincones de la Tierra.
Lovecraft, heredero de esta tradición, inicia junto a un grupo de escritores pertenecientes al llamado Círculo de Lovecraft un nuevo tipo de movimiento literario: el horror cósmico, materializado en los Mitos de Cthulhu. El nombre hace referencia a la escala a la que operan esas fuerzas: una escala universal. Y es que este género trata de mostrar una nueva realidad en la que existen horrores arcanos y primigenios incluso desde antes del nacimiento mismo del universo, haciendo patente el insignificante papel que desempeña la humanidad. En este tipo de historias, suele reducirse al ser humano a algo insignificante, impotente y condenado en un cosmos poblado de deidades monstruosas, mecánico y materialista, un pequeñísimo punto en la vastedad infinita del cosmos.

## Indiferencia cósmica
El universo no fue hecho a medida del hombre; tampoco le es hostil: es indiferente.
Carl Sagan

En los trabajos de ficción de Lovecraft, los seres humanos están frecuentemente sujetos a seres poderosos y otras fuerzas cósmicas, pero estas fuerzas no son tan malévolas como indiferentes para con la humanidad. Esta indiferencia es un tema importante y central en el cosmicismo. El destacado académico S. T. Joshi señala que “ Lovecraft se veía envuelto constantemente en (más o menos) geniales debates sobre religión con varios colegas, como los notables con el escritor y maestro Maurice W. Moe. Lovecraft no se basaba en ser un fuerte antirreligioso ateo; él consideraba la religión no solamente falsa sino peligrosa al proceso social y político. Como tal, el cosmicismo de Lovecraft no es del todo religioso, más bien es una versión de su materialismo mecánico. “Lovecraft adoptó una filosofía de indiferencia cósmica. Él creía en un universo carente de significado, mecánico y desinteresado que los humanos, con sus naturalmente limitadas facultades, nunca podrían entender en su totalidad. Su punto de vista no le permitía ninguna creencia religiosa que no se pudiera basar en algo científicamente comprobable. Lo incomprensible, las fuerzas cósmicas de sus historias tienen tan poco interés en la humanidad como los humanos interés en los insectos".
A pesar de su hostilidad a la religión, Lovecraft usó varios dioses en sus historias, particularmente los textos relacionados con Cthulhu, para exponer el cosmicismo. De cualquier manera, Lovecraft nunca los vio como sobrenaturales; son meramente extraterrestres que entienden y obedecen a cierto grupo de leyes naturales, lo que resulta mágico a la especie humana. Estos seres (Los Antiguos, Los Primordiales) –A pesar de ser altamente peligrosos para la humanidad- no son ni buenos ni malos y las nociones de moralidad humana no tienen significado alguno para estos seres. De hecho, ellos existen en dimensiones cósmicas más allá del entendimiento humano. Como símbolo, representan el tipo de universo en el que creía Lovecraft, un universo en el que la humanidad es una mancha insignificante, destinada a ir y venir, su presencia es desapercibida y su extinción será desconocida.